# Качусово (Шадрінський район)
Качу́сово (рос. Качусово) — присілок у складі Шадрінського району Курганської області, Росія. Входить до складу Череміської сільської ради.
Населення — 93 особи (2010, 123 у 2002).
Національний склад станом на 2002 рік: росіяни — 93 %.